# Run Devil Run (소녀시대의 노래)
Run Devil Run 은 소녀시대의 Oh!를 리패키지한 앨범 Run Devil Run의 리드 싱글이다.